# Elliott Belgrave
Sir Elliott Fitzroy Belgrave (* 16. března 1931) je barbadoský politik a právník, který od června 2012 do června 2017 zastával funkci generálního guvernéra Barbadosu. V této pozici již dočasně působil od 1. listopadu 2011 do 30. května 2012. V minulosti pracoval jako prokurátor a soudce nejvyššího soudu. Je ženatý, má jednu dceru.

## Kariéra
Sir Elliott je absolventem univerzity v Cambridge (stát Massachusetts) a Londýnské univerzity, poté pracoval jako šéf prokuratury v Barbadosu a posléze u odvolacího a nejvyššího soudu.
Od 1. listopadu 2011, kdy skončil mandát Clifforda Husbandse, až do 30. května 2012 sloužil jako dočasný generální guvernér Barbadosu. Dočasnou generální guvernérkou od 30. května 2011 do 1. června 2011 byla soudkyně nejvyššího soudu Sandra Masonová. Dne 22. května 2012 předseda vlády Barbadosu oznámil, že Belgrave bude jmenován 7. barbadoským generálním guvernérem. Královna Alžběta II. jej jmenovala a od 1. června 2012 se složením přísahy ujal úřadu, který vykonával do 30. června 2017.